# الطيران ببدلة الجناح

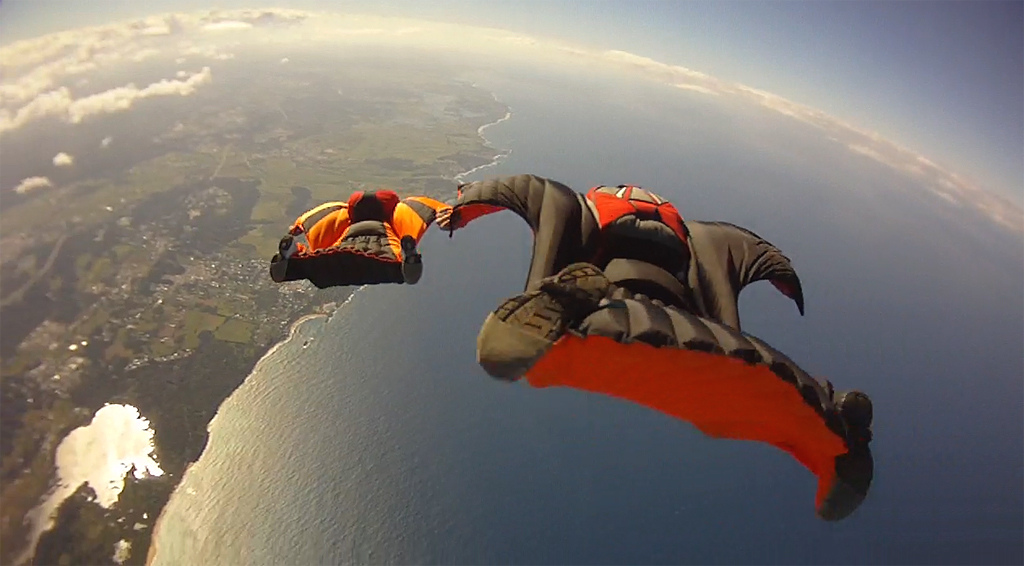
رحلة تشكيل على الساحل باستخدام بدلة الجناح

بدلة الجناح (أو السنجاب الطائر) هي رياضة الطيران في الهواء باستخدام بدلة الجناح، التي تضيف مساحة بجسم الإنسان من أجل  زيادة قوة الرفع اثناء الهبوط. عرضت البدلة في الاسواق لأول مرة في أواخر 1990.
تستخدم بدلة خاصة يرتديها القافز بالمظلة، البدلة مزودة بمساحات من القماش بين الذراعين والرجلين، كما تمتد بين الرجلين . تعمل تلك المساحات الزائدة على رفع الشخص الطائر، فينزلق بهدوء في الهواء، حيث أن الهواء ينساب تحت تلك المساحات التي تقوم بعمل الجناحين للطائر أو الطائرة.

## الامان
رياضة الطيران Wingsuit خطيرة جدا، وأدت إلى عدد من الوفيات الملحوظة منذ إنشائها. بعض المفاهيم والتطورات الآمنة، باستخدام التكنولوجيا من الأكياس الهوائية أو هندسة الملاحة الجوية، قد تقلل من معدل الوفيات أو تمنع وقوع إصابات خطيرة، ولكنها ستظل واحدة من أخطر الرياضات على وجه الأرض. المثال الأكثر شهرة للإصابة هو حادث «جيب كورليس» في 16 يناير 2012 في جنوب إفريقيا.

## متحف صور

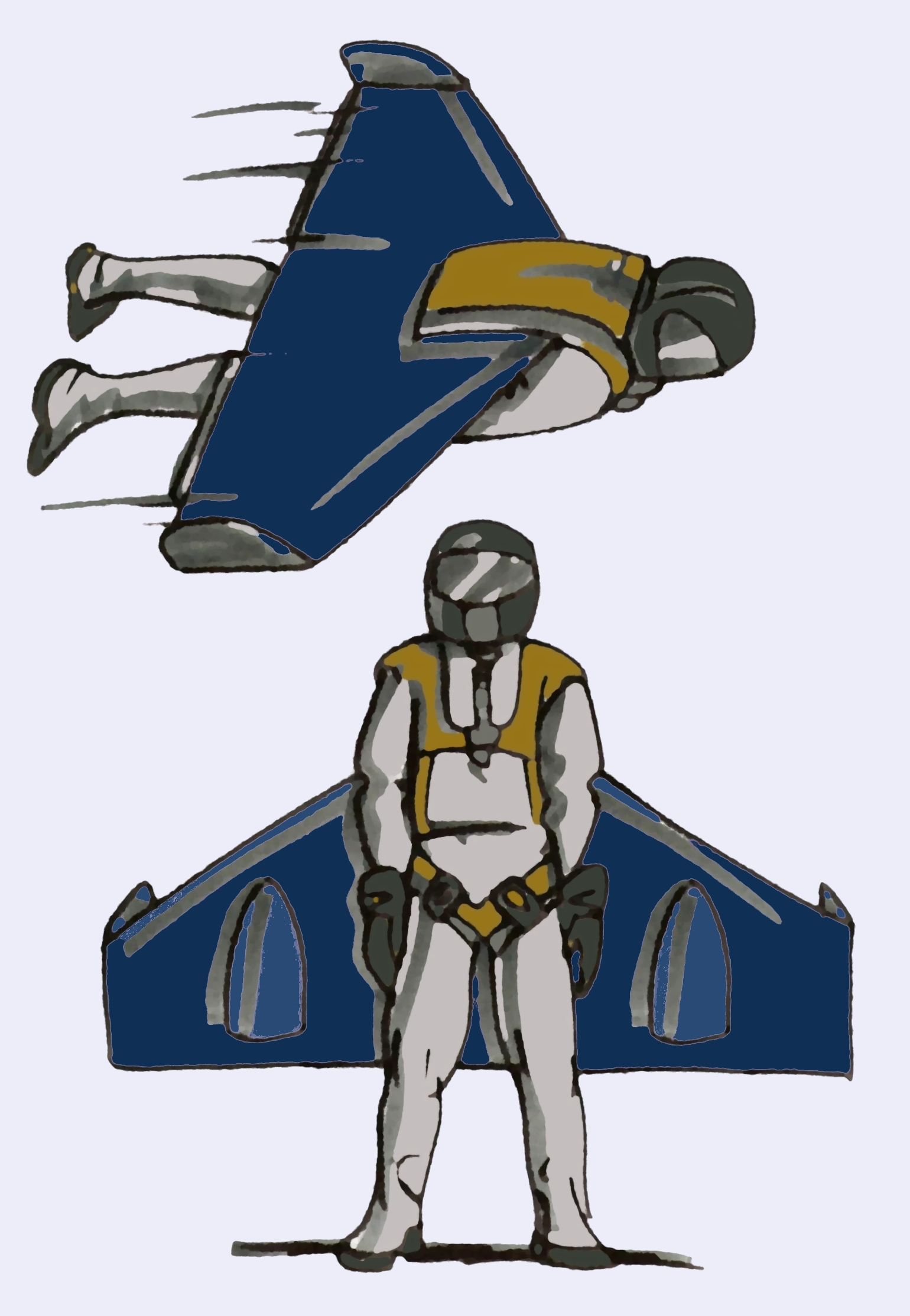
بدلة جناح تعمل بالطاقة
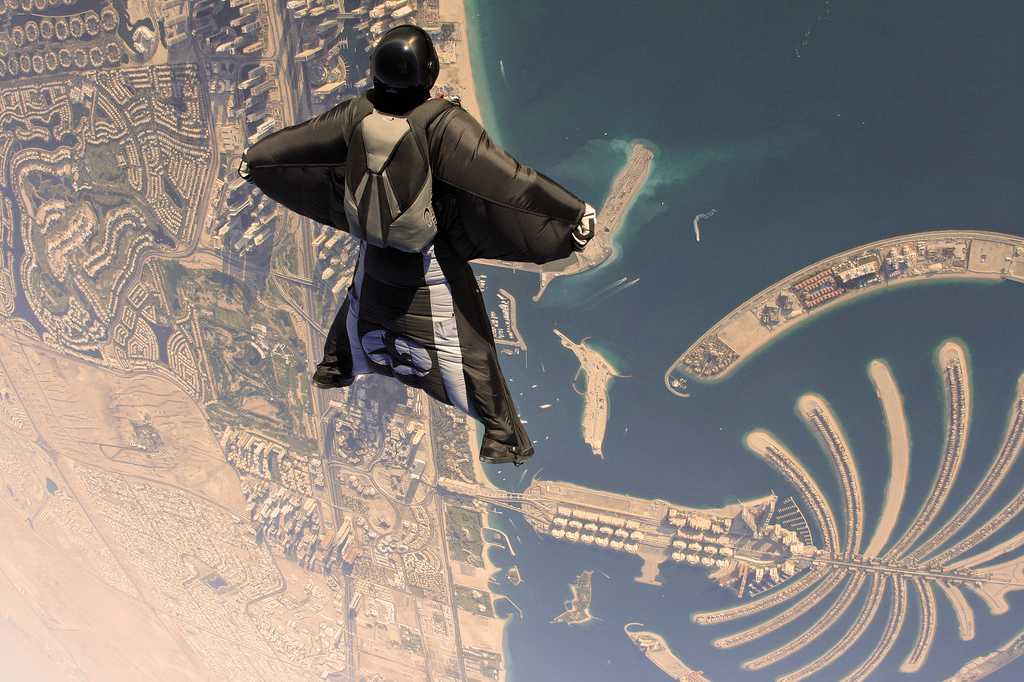
طيران باستخدم بدلة الجناح فوق جزر النخلة، دبي

## روابط خارجية
- The cost of wingsuit flying and how to learn
- Professional wingsuit team